# Storie irlandesi
Storie irlandesi (The Rising of the Moon) è un film del 1957 diretto da John Ford.